# Adrián Gunino
Adrián Javier Gunino est un footballeur professionnel uruguayen, né le 2 février 1989 à Montevideo.

## Biographie
Gunino a commencé sa carrière de joueur professionnel avec le club de Danubio où il a fait 18 apparitions entre 2008 et 2009. 
En 2009 Gunino rejoint en prêt le club argentin des Boca Juniors, où il a fait ses débuts le 3 septembre 2009 lors d'un match nul 1-1 contre les Newell's Old Boys. Le 20 juin 2010, le latéral droit de 21 ans est prêté au Téfécé.

## Sélection nationale
En 2009 Gunino a été sélectionné avec l'équipe U-20 de l'Uruguay. Il a contribué à l'arrivée de l'équipe à la 3e place en 2009 du Championnat d'Amérique du Sud de la jeunesse.
Le 2 novembre 2010 Gunino a été retenu en sélection d'Uruguay pour affronter le Chili en match amical. C'est la première fois qu'il est appelé dans l'équipe nationale.